# Deutz D 72 06
 (novembre 2021).
Le Deutz D 72 06 est un tracteur agricole produit par Deutz-Fahr.
D'une puissance maximale de 72 ch DIN, il est produit de 1974 à 1981.

## Historique
Le renouvellement de la gamme Deutz 06, qui arrive en 1974, n'apporte pas de changement technique majeur par rapport aux précédents modèles. La modification la plus visible concerne la livrée, qui passe du vert foncé au vert clair pour la carrosserie, les éléments mécaniques auparavant gris étant peints en vert foncé. Les jantes deviennent gris métallisé en 1978, comme sur tous les tracteurs de la marque.
Le Deutz D 72 06 est produit de 1974 à 1981.

## Caractéristiques

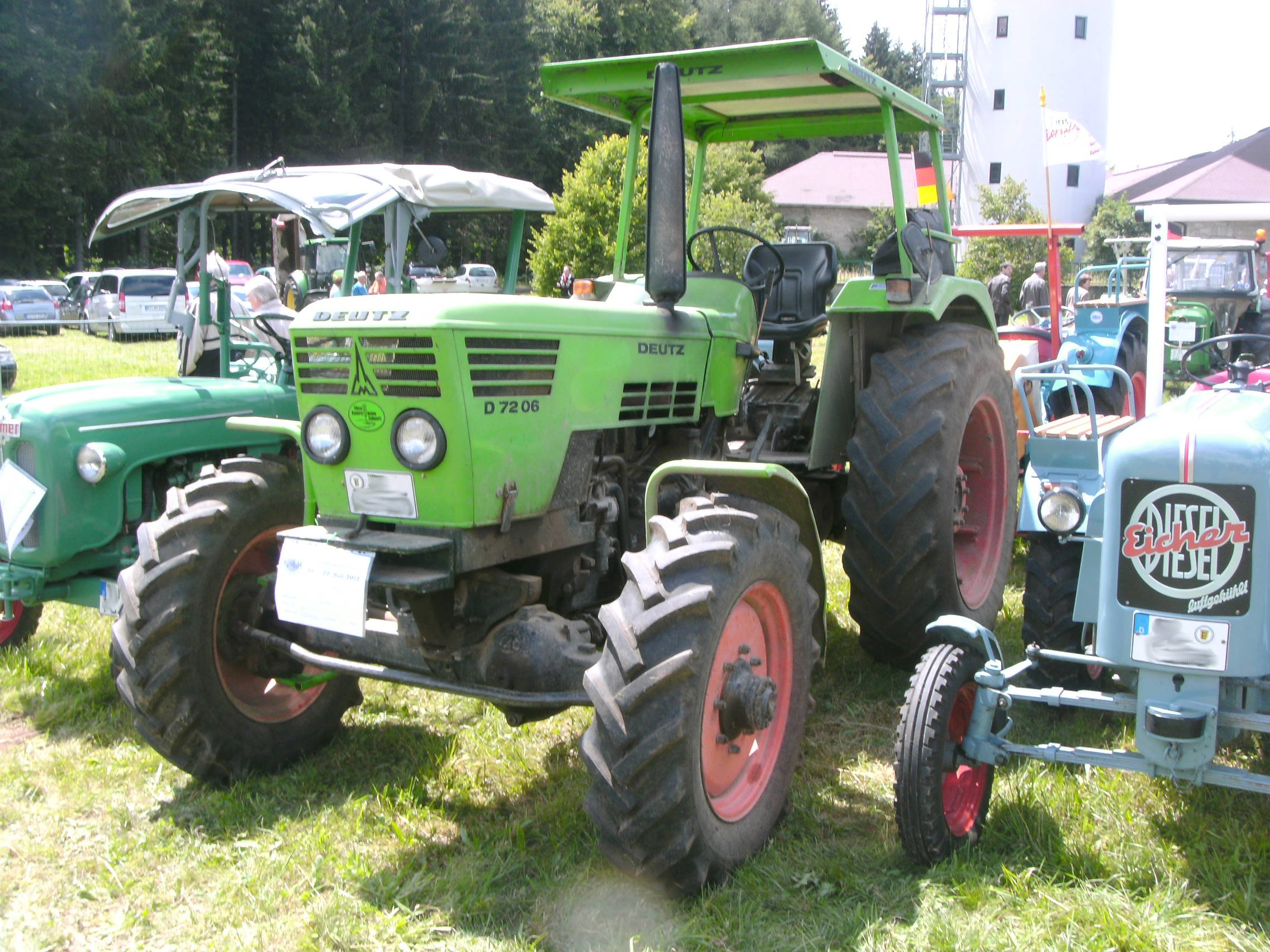
Deutz D 72 06 A.

Le Deutz D 72 06 est proposé en version à deux roues motrices et en version à quatre roues motrices; il prend alors l'appellation Deutz D 72 06 A (A pour Allrad, « toutes roues motrices » en français).
Le tracteur est motorisé par un groupe fourni par Deutz. Ce moteur Diesel à quatre cylindres (alésage de 100 mm pour une course de 120 mm) en ligne, à injection directe, possède une cylindrée totale de 3 768 cm3. Pourvu de culasse séparées et refroidi par air comme très souvent chez Deutz, il développe une puissance maximale de 72 ch DIN au régime de 2 300 tr/min.
La boîte de vitesses propose 8 ou 12 rapports avant selon qu'elle possède 2 ou 3 gammes et 4 marches arrière.
La politique de Deutz et des autres constructeurs allemands est de proposer des tracteurs à des prix abordables, mais pourvus d'un minimum d'équipements. Pour disposer d'une tracteur vraiment fonctionnel, il faut choisir des options qui augmentent le prix d'achat.  C'est ainsi que le D 72 06 ne possède pas, de série, de dispositif complet d'attelage. Une autre option souvent demandée par les acheteurs est une cabine de conduite confortable et chauffée construite par Fritzmeier, que Deutz propose pour la première fois sur ses tracteurs.
La masse à vide en ordre de marche du tracteur, hors options, est de 2 760 kg en version à deux roues motrices et de 3 220 kg en version à quatre roues motrices.